# HD 127971
HD 127971，又名CD-40 8794，SAO 225046、HR 5439，是一颗恒星，视星等为5.87，位于銀經323.05，銀緯17.25，其B1900.0坐标为赤經14h 29m 11.8s，赤緯-41° 17.25′ 43″。